# ハリー・エドウィン・ウッド
| 715 トランスヴァーリア              | 1911年4月22日 |
| 758 マンクニア                      | 1912年5月18日 |
| 790 プレトリア                      | 1912年1月16日 |
| 982 フランクリーナ                  | 1922年5月21日 |
| 1032 パフリ                         | 1924年5月30日 |
| 1096 ルーナータ                     | 1928年7月21日 |
| 1241 ダイソナ                       | 1932年3月4日  |
| 1305 ポンゴラ                       | 1928年7月19日 |
| 1595 タンガ [1]                     | 1930年6月19日 |
| 1663 ファン・デン・ボス             | 1926年8月4日  |
| 2193 ジャクソン                     | 1926年5月18日 |
| 3300 マグラソン                     | 1928年7月10日 |
| 1. 1 シリル・ジャクソンと共同で発見 |               |

ハリー・エドウィン・ウッド（Harry Edwin Wood、1881年2月3日 - 1946年2月27日）は、イギリスの天文学者。

## 人物
彼は1906年に、南アフリカのトランスバール天文台のチーフアシスタントに任命された。その後、トランスバール天文台はユニオン天文台と名前を変えた。その後1928年から1941年まではユニオン天文台のディレクターとして勤め、ついに責任者の職をロバート・イネスから受け継いだ。そして、1929年から1930年の間は南アフリカ天文学協会の理事長を務めた。
彼は生涯で12個の小惑星を発見し、小惑星(1660)のウッド (小惑星)は彼に因み命名された。なお、ウッドは結婚していたが、子供はいなかった。